# Atlantäventyret (1928)
Atlantäventyret (engelska: Oh, Kay!) är en amerikansk stumfilm från 1928 baserad på bröderna Gershwins musikal Oh, Kay! från 1926, med libretto av Guy Bolton och P.G. Wodehouse. Filmens manus skrevs av Carey Wilson, och den regisserades av Mervyn LeRoy. I huvudrollerna ses Colleen Moore och Lawrence Gray.

## Rollista
- Colleen Moore – Lady Kay Rutfield
- Lawrence Gray – Jimmy Winter
- Alan Hale, Sr. – Jansen
- Ford Sterling – Shorty McGee
- Claude Gillingwater – domare Appleton
- Julanne Johnston – Constance Appleton
- Claude King – earlen av Rutfield
- Edgar Norton – Lord Braggot
- Percy Williams – butlern
- Fred O'Beck – kapten Hornsby